# Micha’el Kolganow
Micha’el Kolganow (hebr. מיכאל קלגנוב, ur. 24 października 1974) – izraelski kajakarz sportowy. Brązowy medalista olimpijski z Sydney.
Urodził się w ZSRR. Treningi rozpoczął w wieku 14 lat. W 1995 za pośrednictwem Agencji Żydowskiej wyjechał do Izraela. Od 1997 reprezentował jego barwy na zawodach międzynarodowych. Zawody w 2000 były jego debiutanckimi igrzyskami olimpijskimi. Po medal sięgnął w jedynce, na dystansie 500 metrów. Wziął udział również w dwóch kolejnych igrzyskach, w 2008 był chorążym ekipy Izraela. W jedynce był mistrzem świata na dystansie 200 m (w 1998 i 1999), w 1998 był drugi na dystansie 500 m. W 2000 był podwójnym mistrzem Europy (500 i 1000 metrów).